# 麥芽阿婦羅介
麥芽阿婦羅介（学名：Afrocypris maltia）为金星介科阿婦羅介屬下的一个种。